# 湾沟镇
湾沟镇，是中华人民共和国吉林省白山市江源区下辖的一个乡镇级行政单位。

## 行政区划
湾沟镇下辖以下地区：
和平社区、胜利社区、兴工社区、富林社区、长林社区、和平村、湾沟村、沙金村、平川村、西川村、北山村、四平村、宝山村和齐心村。